# Aatsajoki (vattendrag, lat 68,63, long 21,70)
Aatsajoki är ett vattendrag i Finland.   Det ligger i landskapet Lappland, i den norra delen av landet, 900 km norr om huvudstaden Helsingfors.